# Acinodendron aplostachyum
Acinodendron aplostachyum là một loài thực vật có hoa trong họ Mua. Loài này được (Bonpl.) Kuntze mô tả khoa học đầu tiên năm 1891.